# The Crippled Teddy Bear
The Crippled Teddy Bear è un cortometraggio muto del 1910. Il nome del regista non viene riportato nei credit del film prodotto da Carl Laemmle. Fu il debutto sullo schermo di William Robert Daly, che lavorerà in seguito nel cinema sia come attore che come regista.

## Produzione
Il film fu prodotto dall'Independent Moving Pictures Co. of America (IMP) di Carl Laemmle.

## Distribuzione
Il film - un cortometraggio in una bobina - uscì nelle sale il 19 dicembre 1910, distribuito dalla Motion Picture Distributors and Sales Company. Copia della pellicola viene conservata negli archivi della Library of Congress (American Film Institute collection).